# Cucullia lanceolata
Cucullia lanceolata is een vlinder uit de familie uilen (Noctuidae). De wetenschappelijke naam is voor het eerst geldig gepubliceerd in 1789 door Villers.
De soort komt voor in Europa.